# (6442) Salzburg
(6442) Salzburg est un astéroïde de la ceinture principale.

## Description
(6442) Salzburg est un astéroïde de la ceinture principale. Il fut découvert le 8 septembre 1988 à Tautenburg par Freimut Börngen. Il présente une orbite caractérisée par un demi-grand axe de 2,69 UA, une excentricité de 0,04 et une inclinaison de 3,0° par rapport à l'écliptique.

## Compléments